# Либідь ТБ
«Либідь ТБ» — у минулому український оператор супутникового телебачення, що проіснував з 2012 по 2014 рік. Трансляція велася з супутника Eutelsat 36B (36.0°E), технологічним партнером компанії була корпорація Дженерал Сателайт. Українські експерти вважали, що «Либідь ТБ» була дочірним підприємством російського супутникового оператора «Триколор ТБ», проте директор з розвитку оператора В'ячеслав Мордачев спростовував цю інформацію. 9 квітня 2014 року компанія «Либідь ТБ» оголосила себе банкрутом, трансляцію сигналу було припинено.

## Тестове мовлення
3 вересня 2011 року — на супутнику Eutelsat36B (36.0°E) Вперше з'явилася тестова карта з заставкою "Либідь ТБ" на транспондері 11958МГц. 
1 листопада 2011 року — розпочалось тестове мовлення телеканалів:  «Інфоканал», «СТБ», «ICTV», «Новий канал», «М1», «QTV», «24», «Перший діловий».
Супутник Eutelsat 36B (36.0°E), частота 12360R, SR 27500, FEC 3/4, DVB-S2/8PSK/MPEG-4, кодування: Poly Cipher (Exset CAS).
29 березня 2013 року — на супутнику Eutelsat 36B (36.0°E), частота транспондера 12 168.620 Mhz. SR 27500, DVB-S2/8PSK/MPEG-4/Poly Cipher, прописались телеканали Либідь ТБ: «Інфоканал Либідь ТБ», «1+1», «2+2», «5 канал», «НЛО TV», «Плюс Плюс», «ТЕТ», «ТВі», «Тоніс», ТРК «Україна».

## Рекомендоване обладнання для перегляду
- Рекомендований приймач LYBID 1002 та Cam-Модуль

Перегляд програм пакету телеканалів був можливий лише на обладнанні, що було сертифіковано фахівцями компанії.

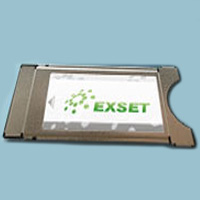
CAM модуль

«Либідь ТБ» рекомендувала використовувати для перегляду пакету телепрограм компанії, як супутниковий приймач LYBID 1002, так і Cam-Модуль у стандарті DVBS2.
- Рекомендовані конвертори Lybid TV UA-01/02/04

Lybid TV UA-01/02/04 — універсальні конвертори, які працюють у всіх частотних діапазонах Ku, та з одним, двома та чотирма незалежними виходами.

## Канали Либідь ТБ
- (Транспондер 12169 R 27500) «Інфо ЛибідьТБ», «1+1», «2+2», «ТЕТ», «5 канал»,«Новий канал», «СТБ», «ICTV», «Україна», «НЛО TV», «НТВ-Мир», «RTVi-Europe», «Тоніс», «ТВі», «24», «QTV», «Плюсплюс», «Gulli», «Tiji», «М1», «М2», «Universal Channel», «Кинолюкс», «MGM», «Загородная Жизнь», «Наш Футбол».

- (Транспондер 11747 R 27500)